# إكلاتوم
إكلاتوم (بالأكدية :𒌷𒂍𒃲𒈨𒌍) هي مملكة ومدينة أمورية قديمة في بلاد الرافدين العليا. لم يتم تحديد موقعها بالضبط، لكن يُعتقد أنها تقع في مكان ما على طول الضفة اليسرى لنهر دجلة جنوب مدينة آشور، عثر على جزء من اللوح في تل حاصور يسرد مسار التجارة المتوقع من حاصور إلى مملكة ماري ثم إلى إكلاتوم.
كان أول ملك معروف لها هو إيلا كبكابو، الذي يبدو أنه دخل في صراع مع ياغيتليم ملك مملكة ماري، اعتلى ابنه شمشي أدد الأول العرش حوالي عام 1810 قبل الميلاد، واستمر الصراع وحاول التوسع على طول نهر الخابور، توقفت التوسعه من قبل إخدونليم، هو أبن ياغيتليم، وبعد فترة وجيزة هزمه نرام سين الآشوري، الأمر الذي أجبره على الفرار إلى بابل، المدينة التي أسسها وحكمها زملاؤه الأموريون، عاد عند وفاة نارام سين، وبعد ذلك بوقت قصير حدثت سلسلة من الانتصارات العسكرية التي حققها شمشي أدد، الذي استولى على جميع أعالي بلاد الرافدين، وأسس ما يسميه المؤرخون الآن مملكة بلاد ما بين النهرين العليا،والذي أسس عاصمته الخاصة في تل ليلان، وأوكل إكلاتوم إلى ابنه الأكبر إشمي داغان الأول (وأوكل ابنه الآخر، ياسماخ أدد، على عرش ماري في ذلك الوقت) يبدو أن إشمي داغان كان قائداً عسكرياً مقتدراً، ولكن عندما توفي والده في حوالي عام 1775 ق.م، أثبت أنه غير قادر على الحفاظ على المملكة بأكملها؛ ولكنه حاول الحفاظ والسيطرة على مملكة إكلاتوم، لكن لم يستطع شقيقه، ياسماخ، الحفاظ على مملكته ماري وقتل على أثرها.